# جوناثان وايتهيد
جوناثان وايتهيد (بالإنجليزية: Jonathan Whitehead)‏ هو ملحن بريطاني، ولد في 1960.

## وصلات خارجية
- جوناثان وايتهيد على موقع IMDb (الإنجليزية)
- جوناثان وايتهيد على موقع ميوزك برينز (الإنجليزية)
- جوناثان وايتهيد على موقع ميوزك برينز (الإنجليزية)
- جوناثان وايتهيد على موقع ديسكوغز (الإنجليزية)
- جوناثان وايتهيد على موقع ديسكوغز (الإنجليزية)